# Paul Okon
Paul Okon (Sydney, 5 april 1972) is een gewezen Australisch voetballer, die speelde als centrale verdediger of libero, en huidig voetbalcoach van Duitse en Italiaanse origine. Sinds zijn jaren als voetballer in België heeft hij ook een Belgisch paspoort.

## Clubcarrière

### Beginjaren
Paul Okon debuteerde in zijn geboorteland als tiener bij Marconi Stallions. De jonge, elegante voetballer werd er in 1991 weggeplukt door Club Brugge, dat toen ook zijn landgenoot Lorenz Kindtner naar België haalde. Kindtner en Okon werden aanvankelijk in de B-kern geplaatst. Uiteindelijk veroverde Okon, in tegenstelling tot Kindtner, dan toch zijn plaats in het eerste elftal naast Pascal Renier centraal in de verdediging. Het was onder trainer Hugo Broos dat Okon zijn eerste speelminuten verzamelde.
In eerste instantie werd Okon centraal op het middenveld geplaatst, naast spelers als Franky Van der Elst, Lorenzo Staelens, Gert Verheyen en Stephan Van der Heyden. Later schoof hij een rij naar achteren en werd hij als libero ingezet. Op die positie groeide Okon uit tot een van de beste spelers van België. In januari 1996 mocht hij dan ook de Gouden Schoen in ontvangst nemen. Later dat jaar werd hij ook uitgeroepen tot Oceanisch voetballer van het jaar.

### Italië
Nadien verhuisde Okon naar de Serie A. De Australiër sloot zich aan bij Lazio Roma, waar hij een ploegmaat werd van onder meer Pavel Nedved, Pierluigi Casiraghi, Alessandro Nesta en Giuseppe Favalli. Trainer Dino Zoff had Okon persoonlijk naar Rome gehaald en zag in hem een mogelijke vervanger van de toen naar Chelsea FC vertrokken middenvelder Roberto Di Matteo. Maar op het middenveld vond de verdedigend ingestelde Okon zijn draai niet. Hij werd geteisterd door knieblessures en kwam amper van de bank. In 1999, tijdens de laatste editie van de Europacup II, bereikte Lazio de finale. Okon zat niet in de selectie toen Lazio in de finale Mallorca met 2-1 versloeg.
Na drie seizoenen mocht Okon naar het AC Fiorentina van coach Giovanni Trapattoni vertrekken, waar hij eveneens amper werd opgesteld.

### Engeland
Na vier teleurstellende seizoenen in Italië verkaste Okon in 2000 transfervrij naar de Premier League. Hij tekende een contract bij Middlesbrough FC, waar hij verenigd werd met zijn landgenoot en doelman Mark Schwarzer. Okon werd ook bij Middlesbrough geen titularis en werd tijdens de tweede helft van het seizoen 2001/02 uitgeleend aan tweedeklasser Watford FC. Daar kwam Okon wel regelmatig aan de bak.
In 2002 belandde Okon opnieuw in de Premier League, ditmaal bij Leeds United. Daar vond hij met Mark Viduka, Harry Kewell, Jamie McMaster, Jacob Burns en Danny Milosevic vijf landgenoten terug. Okon werd er geen vaste waarde, maar mocht wel regelmatig invallen voor The Peacocks.

### Laatste jaren
Vanaf 2003 zette de Australische voetballer een stap terug. Eerst speelde hij een seizoen voor de Italiaanse tweedeklasser Vicenza, nadien keerde hij terug naar België. Okon werd als grote naam voorgesteld bij tweedeklasser KV Oostende, waar hij meteen een belangrijke pion werd. Het team werd vicekampioen en dwong via de eindronde de promotie naar Eerste Klasse af. Maar de gewezen Gouden Schoen kon niet voorkomen dat de West-Vlaamse club in 2005 voorlaatste werd en opnieuw degradeerde. Okon tekende vervolgens een contract bij het Cypriotische APOEL Nicosia, waar hij niet vaak speelde. In 2006 keerde hij terug naar zijn thuisland, waar hij nog een jaar de kleuren van Newcastle United Jets verdedigde.

## Nationale ploeg
Okon debuteerde op 4 februari 1991 in de nationale ploeg van Australië. Dat gebeurde in de vriendschappelijke wedstrijd in Sydney tegen Tsjecho-Slowakije (0-2). Okon viel in dat duel na 72 minuten in voor Branko Milosevic. Voordien had hij ook voor de nationale jeugdelftallen gespeeld. Zo nam Okon in 1991 deel aan het WK -20 in Portugal. Een jaar later nam hij met Australië deel aan de Olympische Spelen in Barcelona. Een WK-eindronde haalde Okon met Australië nooit. Maar in 2001 mocht hij met zijn land wel deelnemen aan de Confederations Cup. Australië werd op dat toernooi derde. Een jaar eerder had hij met Australië de Oceania Nations Cup gewonnen.
| Interlands van Paul Okon voor Australië | Interlands van Paul Okon voor Australië | Interlands van Paul Okon voor Australië | Interlands van Paul Okon voor Australië | Interlands van Paul Okon voor Australië | Interlands van Paul Okon voor Australië |
| №                                       | Datum                                   | Wedstrijd                               | Uitslag                                 | Competitie                              | Goals                                   |
| --------------------------------------- | --------------------------------------- | --------------------------------------- | --------------------------------------- | --------------------------------------- | --------------------------------------- |
| 1                                       | 04 Feb 1991                             | Australië – Tsjecho-Slowakije           | 0–2                                     | Vriendschappelijk                       |                                         |
| 2                                       | 31 Jul 1993                             | Canada – Australië                      | 2–1                                     | WK-kwalificatie                         |                                         |
| 3                                       | 08 Jun 1994                             | Australië – Zuid-Afrika                 | 1–0                                     | Vriendschappelijk                       |                                         |
| 4                                       | 18 Jun 1995                             | Australië – Ghana                       | 2–1                                     | Vriendschappelijk                       |                                         |
| 5                                       | 09 Oct 1996                             | Saoedi-Arabië – Australië               | 0–0                                     | Vriendschappelijk                       |                                         |
| 6                                       | 09 Feb 2000                             | Chili – Australië                       | 2–1                                     | Copa Valparaiso                         |                                         |
| 7                                       | 12 Feb 2000                             | Australië – Slowakije                   | 0–0                                     | Copa Valparaiso                         |                                         |
| 8                                       | 23 Feb 2000                             | Hongarije – Australië                   | 0–3                                     | Vriendschappelijk                       |                                         |
| 9                                       | 29 Mar 2000                             | Tsjechië – Australië                    | 3–1                                     | Vriendschappelijk                       |                                         |
| 10                                      | 09 Jun 2000                             | Australië – Paraguay                    | 0–0                                     | Vriendschappelijk                       |                                         |
| 11                                      | 15 Jun 2000                             | Australië – Paraguay                    | 2–1                                     | Vriendschappelijk                       |                                         |
| 12                                      | 19 Jun 2000                             | Australië – Cookeilanden                | 17–0                                    | Oceania Nations Cup                     |                                         |
| 13                                      | 23 Jun 2000                             | Australië – Salomonseilanden            | 6–0                                     | Oceania Nations Cup                     |                                         |
| 14                                      | 25 Jun 2000                             | Vanuatu – Australië                     | 0–1                                     | Oceania Nations Cup                     |                                         |
| 15                                      | 28 Jun 2000                             | Australië – Nieuw-Zeeland               | 2–0                                     | Oceania Nations Cup                     |                                         |
| 16                                      | 15 Nov 2000                             | Schotland – Australië                   | 0–2                                     | Vriendschappelijk                       |                                         |
| 17                                      | 30 May 2001                             | Mexico – Australië                      | 0–2                                     | FIFA Confederations Cup                 |                                         |
| 18                                      | 01 Jun 2001                             | Australië – Frankrijk                   | 1–0                                     | FIFA Confederations Cup                 |                                         |
| 19                                      | 03 Jun 2001                             | Zuid-Korea – Australië                  | 1–0                                     | FIFA Confederations Cup                 |                                         |
| 20                                      | 07 Jun 2001                             | Japan – Australië                       | 1–0                                     | FIFA Confederations Cup                 |                                         |
| 21                                      | 20 Jun 2001                             | Nieuw-Zeeland – Australië               | 0–2                                     | WK-kwalificatie                         |                                         |
| 22                                      | 24 Jun 2001                             | Australië – Nieuw-Zeeland               | 4–1                                     | WK-kwalificatie                         |                                         |
| 23                                      | 11 Nov 2001                             | Australië – Frankrijk                   | 1–1                                     | Vriendschappelijk                       |                                         |
| 24                                      | 20 Nov 2001                             | Australië – Uruguay                     | 1–0                                     | WK-kwalificatie                         |                                         |
| 25                                      | 25 Nov 2001                             | Uruguay – Australië                     | 3–0                                     | WK-kwalificatie                         |                                         |
| 26                                      | 12 Feb 2003                             | Engeland – Australië                    | 1–3                                     | Vriendschappelijk                       |                                         |
| 27                                      | 19 Aug 2003                             | Ierland – Australië                     | 2–1                                     | Vriendschappelijk                       |                                         |
| 28                                      | 07 Sep 2003                             | Australië – Jamaica                     | 2–1                                     | Vriendschappelijk                       |                                         |

## Trainer
Na zijn spelersloopbaan werd Paul Okon in de buurt van zijn geboortestad trainer van APIA Leichhardt. Nadien werd hij jeugdtrainer in dienst van de Australische voetbalbond. In 2009 werd Okon de assistent van Miron Bleiberg bij Gold Coast United, maar die club zette hem in februari 2010 aan de deur. Sinds de zomer van 2011 is hij als scout in dienst van zijn ex-club Club Brugge. Vanaf het seizoen 2022/23 was hij assistent trainer van Club Brugge, onder hoofdtrainer Carl Hoefkens tot deze op 28 december 2022 de laan werd uitgestuurd en het ook voor Okon over was.

## Clubstatistieken
| Seizoen | Club                  | Competitie                     | Duels | Goals |
| ------- | --------------------- | ------------------------------ | ----- | ----- |
| 1989/90 | Marconi Stallions     | NSL                            | 22    | 2     |
| 1990/91 | Marconi Stallions     | NSL                            | 27    | 2     |
| 1991/92 | Club Brugge           | Eerste Klasse                  | 0     | 0     |
| 1992/93 | Club Brugge           | Eerste Klasse                  | 5     | 0     |
| 1993/94 | Club Brugge           | Eerste Klasse                  | 27    | 0     |
| 1994/95 | Club Brugge           | Eerste Klasse                  | 26    | 0     |
| 1995/96 | Club Brugge           | Eerste Klasse                  | 26    | 1     |
| 1996/97 | Lazio Roma            | Serie A                        | 14    | 0     |
| 1997/98 | Lazio Roma            | Serie A                        | 0     | 0     |
| 1998/99 | Lazio Roma            | Serie A                        | 5     | 0     |
| 1999/00 | AC Fiorentina         | Serie A                        | 11    | 0     |
| 2000/01 | Middlesbrough         | Premier League                 | 24    | 0     |
| 2001/02 | Middlesbrough         | Premier League                 | 4     | 0     |
| 2001/02 | → Watford (huur)      | Football League First Division | 15    | 0     |
| 2002/03 | Leeds United          | Premier League                 | 15    | 0     |
| 2003/04 | Vicenza Calcio        | Serie B                        | 11    | 0     |
| 2003/04 | KV Oostende           | Tweede Klasse                  | 11    | 0     |
| 2004/05 | KV Oostende           | Eerste Klasse                  | 33    | 0     |
| 2005/06 | APOEL Nicosia         | Eerste Divisie                 | 12    | 0     |
| 2006/07 | Newcastle United Jets | A-League                       | 14    | 0     |
| Totaal  | Totaal                | Totaal                         | 302   | 5     |

## Erelijst
| Nationaal                         |    |                  |
| Belgisch kampioen                 | 2x | 1992, 1996       |
| Beker van België                  | 2x | 1995, 1996       |
| Supercup                          | 5x | 1991, 1992, 1994 |
| Coppa Italia                      | 1x | 1998             |
| Supercoppa                        | 1x | 1998             |
| Internationaal                    |    |                  |
| Europacup II                      | 1x | 1999             |
| Vriendschappelijk                 |    |                  |
| Brugse Metten                     | 4x | 1992, 1993, 1995 |
| Individueel                       |    |                  |
| Gouden Schoen                     | 1x | 1995             |
| Oceanisch voetballer van het jaar | 1x | 1996             |
| Nationale ploeg                   |    |                  |
| OFC Nations Cup                   | 3x | 2000             |

## Trivia
- Tijdens zijn periode bij Club Brugge had Okon een relatie met het Belgische fotomodel Phaedra Hoste.
- Paul Okon scoorde slechts één keer voor Club Brugge. Hij scoorde het doelpunt op 28 oktober 1995 in een competitiewedstrijd tegen Lierse SK.